# Dalea trochilina
Dalea trochilina är en ärtväxtart som beskrevs av Townshend Stith Brandegee. Dalea trochilina ingår i släktet Dalea, och familjen ärtväxter. Inga underarter finns listade i Catalogue of Life.